# سو هيرن
سو هيرن (بالإنجليزية: Sue Hearn)‏ هي فارسة ‏ أسترالية، ولدت في 13 فبراير 1956.

## وصلات خارجية
- سو هيرن على موقع الاتحاد الدولي للفروسية (الإنجليزية)
- سو هيرن على موقع FEI (رابط بديل) (الإنجليزية)
- سو هيرن على موقع اللجنة الأولمبية الدولية (الإنجليزية)
- سو هيرن على موقع أوليمبيديا (الإنجليزية)
- سو هيرن على موقع اللجنة الأولمبية الأسترالية (الإنجليزية)